# Imperator Alexandr III (couraçado de 1914)
O Imperator Alexandr III (Император Александр III) foi um couraçado operado pela Marinha Imperial Russa e a terceira e última embarcação da Classe Imperatritsa Maria, depois do Imperatritsa Maria e Imperatritsa Ekaterina Velikaia. Sua construção começou em outubro de 1911 nos estaleiros da Russud em Nikolaev e foi lançado ao mar em abril de 1914, sendo comissionado na frota russa em julho de 1917. Era armado com uma bateria principal composta por doze canhões de 305 milímetros montados em quatro torres de artilharia triplas, tinha um deslocamento normal de mais de 23 mil toneladas e conseguia alcançar uma velocidade máxima de 21 nós (39 quilômetros por hora).
O navio foi renomeado para Volia (Вóля) antes de entrar em serviço, com o início da Revolução Russa em março de 1917 tendo impedido que ele atuasse ativamente na Primeira Guerra Mundial. A embarcação foi rendida aos alemães em outubro de 1918, porém foi entregue aos britânicos um mês depois ao final da guerra. Ele permaneceu de posse do Reino Unido até novembro de 1919, quando foi entregue ao Exército Branco para uso na Guerra Civil Russa. Foi renomeado para General Alexeiev (Генерал Алексеев) e ajudou a evacuar os Brancos da Criméia em 1920. Ele foi para Bizerta, na Tunísia, onde permaneceu atracado e inativo pelos anos seguintes até ser desmontado em 1936.

## Características

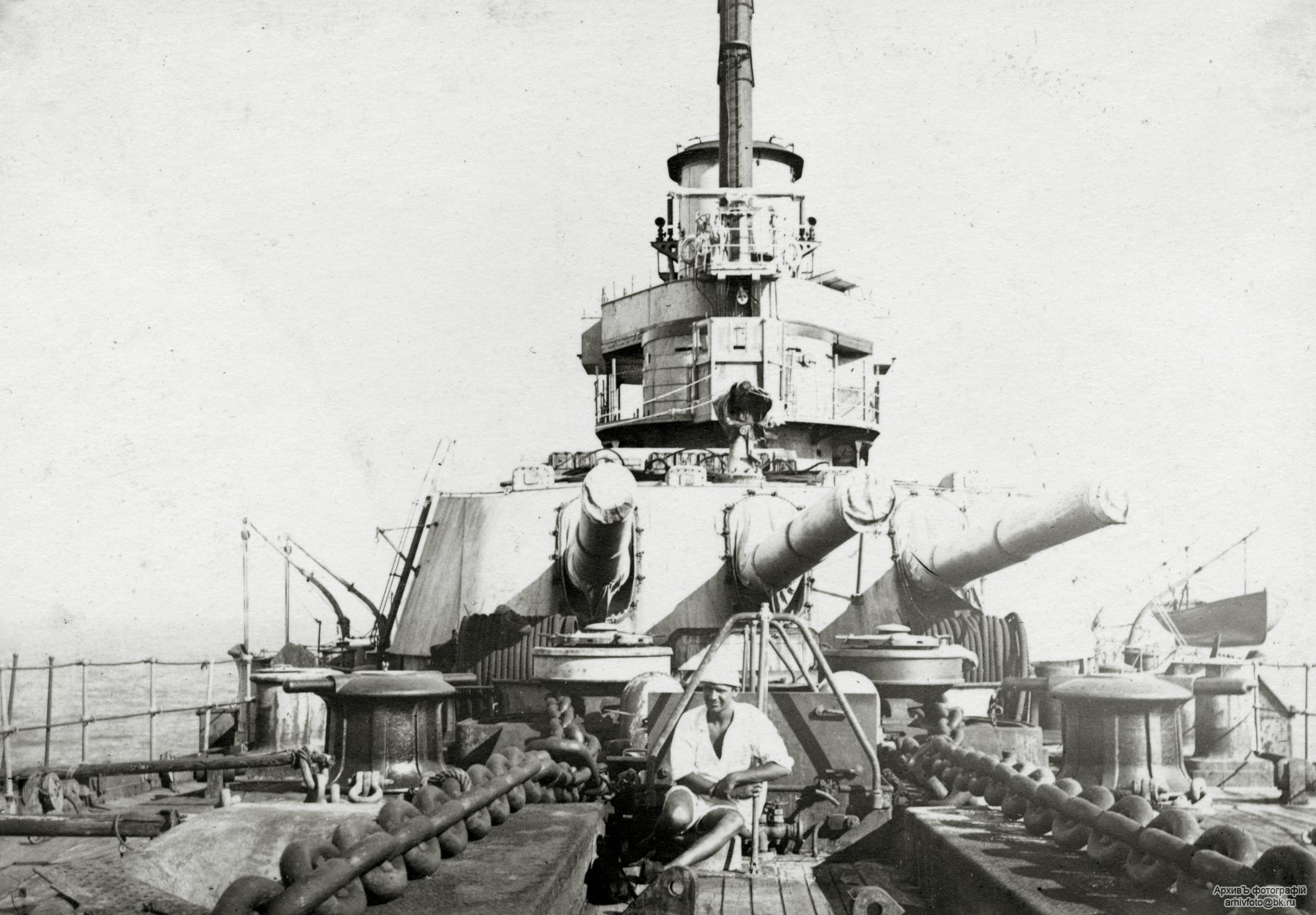
A primeira torre de artilharia principal do General Alexeiev em 1922

O Imperator Alexandr III tinha 168 metros de comprimento de fora a fora, boca de 27,43 metros e calado de 8,36 metros. Seu deslocamento normal de 23,6 mil toneladas, mil toneladas a mais do que seu deslocamento projetado. O sistema de propulsão tinha vinte caldeiras Yarrow que alimentavam quatro turbinas a vapor Parsons. Estas tinham uma potência indicada de 25,8 mil cavalos-vapor (dezenove mil quilowatts), mas alcançaram 27,6 mil cavalos-vapor (20,3 mil quilowatts) durante seus testes marítimos, para uma velocidade máxima de 21 nós (39 quilômetros por hora). Podia carregar até 1 727 toneladas de carvão mais 510 toneladas de óleo combustível, o que dava uma autonomia de 2 960 milhas náuticas (5 480 quilômetros) a uma velocidade de dez nós (dezenove quilômetros por hora). A energia elétrica provinha de três turbo geradores Curtiss de 360 quilowatts e duas unidades auxiliares de 200 quilowatts.
Era armado com uma bateria principal de doze canhões Obukhovskii Padrão 1907 de 305 milímetros montados em quatro torres de artilharia triplas dispostas pelo decorrer do comprimento da embarcação. Seu armamento secundário tinha dezoito canhões B7 Padrão 1913 de 130 milímetros montados em casamatas no casco. Estas ficavam divididas em dois grupos: cinco em cada lateral da primeira torre de artilharia até a segunda chaminé, enquanto as restantes ficavam na altura da última torre de artilharia. Também foi equipado com quatro canhões antiaéreos de 75 milímetros, um no topo de cada torre de artilharia. Por fim, havia quatro tubos de torpedo de 450 milímetros submersos, dois em cada lateral. O cinturão de blindagem tinha entre 125 milímetros de espessura nas extremidades e 262 milímetros a meia-nau. O convés era protegido por uma blindagem entre nove e 37 milímetros. As torres de artilharia tinham laterais de 250 milímetros e tetos de 125 milímetros, ficando em cima de barbetas com 250 milímetros acima do convés superior e 125 milímetros abaixo. Por fim, a torre de comando tinha laterais de trezentos milímetros e teto de duzentos milímetros.

## História
O batimento de quilha do Imperator Alexandr III ocorreu em 30 de outubro de 1911 nos estaleiros da Russud em Nikolaev, porém isto foi apenas um evento cerimonial pois seu projeto ainda não tinha sido finalizado nem o contrato de construção assinado. O navio sofreu de vários atrasos durante as obras. O método de prender a blindagem aos seus suportes foi alterado e as placas foram unidas por um tipo de junta de caixa e espiga com o objetivo de distribuir melhor o choque de um impacto, baseado em testes realizados no antigo navio blindado Chesma em 1913. Isto acrescentou quase quinhentas toneladas de peso ao couraçado e elevou os custos em 220 mil rublos. A prioridade de sua construção foi reduzida com o início da Primeira Guerra Mundial em 1914 para que a construção mais avançada de seus dois irmãos fossem finalizadas mais rapidamente. Esperava-se que ele ficasse pronto apenas em 1916, porém a entrega de suas turbinas britânicas atrasaram. Foi lançado ao mar em 15 de abril de 1914 e renomeado para Volia (Воля) no dia 29, mas só foi chegar em Sebastopol para equipagem em 17 de julho de 1917. Realizou seus testes marítimos pelos meses seguintes. A Frota do Mar Negro nesse momento estava totalmente ineficaz como resultado da situação política da Revolução Russa e o navio não entrou em combate.

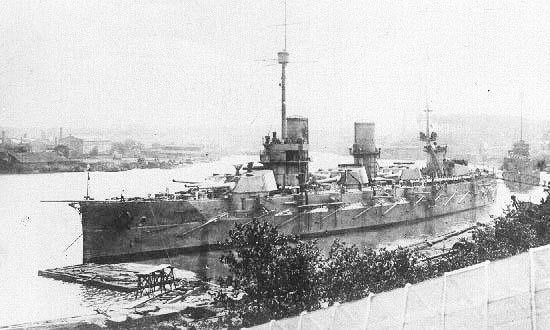
O Volia c. 1917–1919

O Volia navegou de Sebastopol para Novorossisk em 1º de maio de 1918 para que não fosse capturado pelo avanço de tropas alemãs. Ele recebeu ordens em 19 de junho para que fosse deliberadamente afundado, porém sua tripulação votou contra (933 versus 640) e foi decidido em vez disso retornar para Sebastopol. Foi desarmado ao chegar e apenas guardas foram deixados a bordo, com os alemães o capturando em 1º de outubro. A embarcação fez um breve cruzeiro com uma tripulação alemã em 15 de outubro, porém todos os seus canhões estavam inoperantes. Os alemães pouco depois foram forçados a entregar o couraçado aos britânicos em 24 de novembro de acordo com o Armistício, com uma equipe do cruzador rápido HMS Canterbury assumindo o controle. Um mês depois foi levado para İzmit no Império Otomano por uma tripulação vinda do pré-dreadnought HMS Agamemnon, que também o escoltou.
O navio foi levado de volta para Sebastopol em 29 de outubro de 1919 por uma tripulação do couraçado HMS Iron Duke e entregue em 1º de novembro para o Movimento Branco. Foi renomeado para General Alexeiev (Генерал Алексеев) e realizou bombardeamentos litorâneos com apenas três de seus canhões principais estando operantes. Os exércitos do Movimento Branco ruíram em 1920 e o couraçado ajudou a evacuar Brancos da Criméia para Bizerta, na Tunísia, onde foi internado junto com o resto da frota. Permaneceu atracado sem ser utilizado até o final da década, quando os franceses decidiram vendê-lo para desmontagem para pagar as taxas de atracagem, em vez de vendê-lo para a União Soviética. Entretanto, a embarcação só foi ser desmontada em 1936.
Seus canhões foram armazenados em Bizerta depois de serem desmontados. A França os deu em janeiro de 1940 para a Finlândia, tendo no ano anterior se recusado a vendê-los aos finlandeses. Dos doze canhões principais de 305 milímetros, oito foram entregues, enquanto os quatro restantes foram tomados pela Alemanha quando esta invadiu a Noruega em abril de 1940 e capturou o navio de carga SS Nina no porto de Narvik. Os alemães instalaram as quatro em torres blindadas na Bateria Mirus, em Guernsey, depois de convertê-las para usarem projéteis alemães. Os finlandeses usaram quatro canhões em baterias costeiras em Isosaari e Mäkiluoto. Suas restantes foram mantidas como reservas para as outras, com uma sendo usada para substituir uma danificada durante testes na década de 1970. Um dos canhões hoje é um memorial em Isosaari, enquanto o reserva está preservado no Museu da Artilharia Costeira Finlandesa em Kuivasaari. As duas armas restantes foram usadas para reparar canhões ferroviários TM-3-12 soviéticos abandonados em Hanko em 1941. Foram devolvidos para os soviéticos depois da Segunda Guerra Mundial, onde foram mantidos operacionais até a década de 1990.
O Nina também estava transportando alguns dos canhões de 130 milímetros. Vários destes foram usados pelos alemães em um forte na ilha de Rugsundøy. Eles enfrentaram o cruzador rápido britânico HMS Kenya durante a Operação Arqueiro em dezembro de 1941, supostamente acertando-o uma vez, mas não participou mais da guerra.